# 撮镇碉堡
撮镇碉堡，是位于中国安徽省合肥市肥东县撮镇镇的一个民国时期建筑，2012年入选第五批肥东县文物保护单位。
撮镇碉堡位于淮南铁路的撮镇站附近，是抗日战争时期日军于民国27年（1938年）侵占合肥后，日军庐州警备司令部在撮镇建造的防御设施。当时日军先后修建了3座碉堡，其他两座在中华人民共和国时期因车站规模的扩大而被拆除。现存碉堡共两层，上下各有一个门，外径4.3米，高约5米，由小灰砖建造而成，墙上分布有15个呈梯形分布的枪眼。2012年，撮镇碉堡列入第五批肥东县文物保护单位，2019年—2020年间，肥东县文物部门对其进行修缮。